# Cry Me a River (Justin Timberlake)
Cry Me a River is een single van de Amerikaanse zanger Justin Timberlake. Het is de tweede single na zijn eerste hit Like I Love You. Beide nummers staan op Timberlakes debuutalbum Justified. Cry Me a River won in 2004 een Grammy voor Best Male Pop Vocal Performance.
De single gaat over het einde van de relatie tussen Timberlake en Britney Spears. In de videoclip is Timberlake te zien die het 'huis van Britney Spears' binnenkomt en een video achterlaat van hem. Op deze video is Timberlake te zien die met een andere vrouw zoent. De videoclip is geregisseerd door Francis Lawrence.

## Tracklist
12" maxi single
1. "Cry Me a River" [Albumversie]
2. "Cry Me a River" [Instrumentaal]
3. "Cry Me a River" [Dirty Vegas Vocal Mix]
4. "Cry Me a River" [Junior's Vasquez Earth Club Mix]
5. "Like I Love You" [Basement Jaxx Vocal Mix]
6. "Like I Love You" [Deep Dish Zigzag Remix]

Duitse cd-single
1. "Cry Me a River" [Albumversie]
2. "Cry Me a River" [Dirty Vegas Vocal Mix]
3. "Cry Me a River" [Bill Hamel Vocal Remix]
4. "Like I Love You" [Basement Jaxx Vocal Mix]

Groot-Brittannië CD #1
1. "Cry Me a River" [Albumversie]
2. "Cry Me a River" [Dirty Vegas Vocal Remix]
3. "Cry Me a River" [Bill Hamel Vocal Remix]
4. "Cry Me a River" [Enhanced Video]

Groot-Brittannië CD #2
1. "Cry Me a River" [Dirty Vegas Vocal]
2. "Like I Love You" [Basement Jaxx Vocal]
3. "Like I Love You" [Deep Dish Vocal Remix]

## NPO Radio 2 Top 2000
| Nummer met noteringen in de NPO Radio 2 Top 2000 | '14  | '15  | '16  | '17  | '18  | '19  | '20  |
| ------------------------------------------------ | ---- | ---- | ---- | ---- | ---- | ---- | ---- |
| Cry Me a River                                   | 1462 | 1146 | 1312 | 1577 | 1295 | 1802 | 1521 |

1. ↑  Een vetgedrukt getal geeft de hoogste notering aan.
2. ↑  2014 was het eerste jaar met een notering voor dit nummer.
3. ↑  Deze tabel is bijgewerkt tot en met de laatste editie (2024).

## Remixes
- Albumversie — 4:47
- Instrumentaal — 4:47
- Dirty Vegas Vocal Mix — 8:11
- Junior's Earth Club Mix — 6:43
- Hani's Flashback Mix — 5:04
- Bill Hamel Justinough Vocal Mix — 7:44
- Johnny Fiasco's Electric Karma Mix — 7:49
- Johnny Fiasco Remix — 4:19